# Oscar Troplowitz
Oscar Troplowitz, född 18 januari 1863 i Gleiwitz, Oberschlesien, död 27 april 1918 i Hamburg var en tysk apotekare, företagsledare och konstmecenat, ägare till Beiersdorf AG vilket han gjorde till ett ledande företag inom hudvårdsindustrin. 
Troplowitz studerade till apotekare och studerade vid universitetet i Breslau. Han promoverade vid universitetet i Heidelberg. 1890 flyttade han till Hamburg där han köpte upp Beiersdorf av dess grundare Paul Carl Beiersdorf. Troplowitz förvandlade laboratoriet till en ledande firma på marknaden. 1892 stod en ny fabrik klar i Eimsbüttel där huvudkontoret än idag återfinns. 
Läppvårdsstiftet Labello, utvecklat av Troplowitz, lanserades 1909 och blev en stor framgång och är idag marknadsledande på flera europeiska marknader. Företaget fick 1911 en ny stor framgång då Troplowitz lanserade Nivea, den första stabila fett- och fuktighetskrämen. Företaget hade även en drivande person i Hanns Mankiewicz, svåger till Troplowitz.